# Enophrys
Enophrys és un gènere de peixos pertanyent a la família dels còtids.

## Taxonomia
- Enophrys bison (Girard, 1854)[2]
- Enophrys diceraus (Pallas, 1788)[3]
- Enophrys lucasi (Jordan & Gilbert, 1898)[4]
- Enophrys taurina (Gilbert, 1914)[5][6][7][8][9][10]